# Kristinn Björnsson
Kristinn Björnsson (ur. 26 maja 1972 w Ólafsfjörður) – islandzki narciarz alpejski. Zajął 21. miejsce w slalomie na igrzyskach w Salt Lake City w 2002. Jego najlepszym wynikiem na mistrzostwach świata było 20. miejsce w slalomie na mistrzostwach świata w Vail w 1999. Najlepsze wyniki w Pucharze Świata osiągnął w sezonie 1997/1998, kiedy to zajął 49. miejsce w klasyfikacji generalnej.

## Sukcesy

### Puchar Świata

#### Miejsca w klasyfikacji generalnej
- 1997/1998 – 49.
- 1998/1999 – 99.
- 1999/2000 – 56.

#### Miejsca na podium
1. Park City – 22 listopada 1997 (slalom) – 2. miejsce
2. Veysonnaz – 18 stycznia 1998 (slalom) – 2. miejsce